# Opisthoncus devexus
Opisthoncus devexus är en spindelart som beskrevs av Simon 1909. Opisthoncus devexus ingår i släktet Opisthoncus och familjen hoppspindlar. Inga underarter finns listade i Catalogue of Life.